# Eloy Paredes
Pour les articles homonymes, voir Paredes.
Eloy Paredes est l'une des trois divisions territoriales et statistiques dont l'une des deux paroisses civiles de la municipalité d'Obispo Ramos de Lora dans l'État de Mérida au Venezuela. Sa capitale est Guayabones.